# 新疆沙参
新疆沙参（学名：Adenophora liliifolia）为桔梗科沙参属的植物。分布在中亚、欧洲、西伯利亚以及中国大陆的新疆等地，生长于海拔1,500米至2,500米的地区，常生长在山地林中或灌丛中，目前尚未由人工引种栽培。